# لورين غراي (مغنية)
لورين غراي بيتش (بالإنجليزية: Loren Gray)‏ (من مواليد 19 أبريل 2002) مغنية أمريكية وممثلة وعارضة أزياء وراقصة وشخصية مشهورة في وسائل التواصل الاجتماعي، من بوتستاون، بنسلفانيا. سجلت حاليًا في تسجيلات فيرجن وكابيتول ريكوردز. وأصدرت أول أغنية لها «قصتي» في وقت لاحق من ذلك العام. تم ترشيحها لعدة جوائز شبابية منها ترشيح لجائزة اختيار موزر في حفل توزيع جوائز اختيار المراهقين لعام 2018.

## الروابط الخارجية
- لورين غراي (مغنية) على موقع IMDb (الإنجليزية)
- لورين غراي (مغنية) على موقع ميوزك برينز (الإنجليزية)
- لورين غراي (مغنية) على موقع قاعدة بيانات الفيلم (الإنجليزية)
- Loren Gray on YouTube
- Loren Gray on TikTok